# Rebecca Mozo
Rebecca Lyn Mozo (* 30. Januar 1982 in Warren, New Jersey) ist eine US-amerikanische Schauspielerin.

## Leben
Mozo wurde als Tochter einer Brasilianerin und eines US-Amerikaners am 30. Januar 1982 in Warren geboren. Aufgrund der Filme Nashville Lady und Sophies Entscheidung entschied sie, Schauspielerin werden zu wollen. Sie studierte an der Rutgers University und schloss deren Konservatorium der Mason Gross School of the Arts mit dem Bachelor of Arts ab. Seit Oktober 2016 ist sie mit dem US-amerikanischen Sänger und Schauspieler Matt Caplan verheiratet.
2005 gab Mozo im Spielfilm Heute er, morgen sie ihr Filmdebüt. 2006 folgte eine Rolle im Fernsehfilm Pizza Time. 2007 war sie in einer Episode der Fernsehserie Schatten der Leidenschaft zu sehen und wirkte im selben Jahr in der größeren Rolle der Ava im Horrorfilm Headless Horseman – Der kopflose Reiter mit. In den nächsten Jahren folgten Episodenrollen unter anderem in den Fernsehserien Medium – Nichts bleibt verborgen, Cold Case – Kein Opfer ist je vergessen oder Modern Family. Zwischen 2014 und 2020 stellte sie in vier Episoden der Fernsehserie Beacon Hill die Rolle der Laura Parker dar. 2015 verkörperte sie in insgesamt sieben Episoden der Fernsehserie Kittens in a Cage die Rolle der Junie. Eine wiederkehrende Rolle hatte sie als Krankenschwester Ann in der Fernsehserie Break a Hip inne. 2018 erhielt sie eine Episodenrolle in 9-1-1, 2019 eine Episodenrolle in Grey’s Anatomy.
Seit 2005 tritt sie als Bühnendarstellerin in Erscheinung. Sie gehört seit 2024 dem Ensemble des American Repertory Theater an.

## Filmografie (Auswahl)
- 2005: Heute er, morgen sie (Zerophilia)
- 2006: Pizza Time (Fernsehfilm)
- 2007: Schatten der Leidenschaft (The Young and the Restless, Fernsehserie, Episode 1x8672)
- 2007: Headless Horseman – Der kopflose Reiter (Headless Horseman)
- 2008: Medium – Nichts bleibt verborgen (Medium, Fernsehserie, Episode 4x01)
- 2008: Cold Case – Kein Opfer ist je vergessen (Cold Case, Fernsehserie, Episode 6x05)
- 2009: The Waterhole
- 2014: Modern Family (Fernsehserie, Episode 6x02)
- 2014–2020: Beacon Hill (Fernsehserie, 4 Episoden)
- 2015: Mira (Kurzfilm)
- 2015: Keith Broke His Leg (Fernsehserie)
- 2015: You Bury Your Own
- 2015: Kittens in a Cage (Fernsehserie, 7 Episoden)
- 2015; 2018: Break a Hip (Fernsehserie, 2 Episoden)
- 2018: 9-1-1 (Fernsehserie, Episode 1x10)
- 2019: Grey’s Anatomy (Fernsehserie, Episode 16x04)
- 2024: Here's Yianni!

## Theater (Auswahl)
- 2005: Pera Palas, The Theatre @ Boston Court
- 2006: The Cherry Orchard, Center Theatre Group
- 2006: I Capture The Castle, El Portal Forum Theatre
- 2006: A Month in the Country, Deaf West Theatre
- 2007: Trying, The Colony Theatre
- 2007: Doubt, A Parable, South Coast Repertory Segerstrom Stage
- 2008: Richard III, Deaf West Theatre
- 2008: The Voysey Inheritance, Deaf West Theatre
- 2008: The Heiress, South Coast Repertory Segerstrom Stage
- 2009: Emilie: La Marquise Du Châtelet Defends Her Life Tonight, South Coast Repertory Julianne Argyros Theater
- 2010: Cousin Bette, Deaf West Theatre
- 2010: A Wrinkle in Time, South Coast Repertory Julianne Argyros Theater
- 2010: King Lear, Deaf West Theatre
- 2010: In the Next Room (or the vibrator play), South Coast Repertory Julianne Argyros Theater
- 2010–2011: I Capture The Castle, F.M. Kirby Shakespeare Theatre
- 2011: A Midsummer Night’s Dream, The Greek Theatre at the College of Saint Elizabeth
- 2011: Peace in Our Time, The Antaeus Company
- 2012: The Savannah Disputation, The Colony Theatre
- 2013: Mrs. Warren’s Profession, The Antaeus Company
- 2013: The Parisian Woman, South Coast Repertory Julianne Argyros Theater
- 2013: We Are Proud to Present a Presentation About the Herero of Namibia, Formerly Known as South-West Africa, From the German Sudwestafrika, Between the Years 1884–1915, Matrix Theatre
- 2013: 4000 Miles, South Coast Repertory Segerstrom Stage
- 2014: Top Girls, The Antaeus Company
- 2014: Five Mile Lake, South Coast Repertory Julianne Argyros Theater
- 2014: Cock, Rogue Machine Theatre
- 2015: Uncle Vanya, The Antaeus Company
- 2016: Going to a Place Where You Already Are, South Coast Repertory Julianne Argyros Theater
- 2017: Cat on a Hot Tin Roof, Kiki & David Gindler Performing Arts Center
- 2018: Sense and Sensibility, South Coast Repertory Segerstrom Stage
- 2018: It’s A Wonderful Life: A Live Radio Play, Pasadena Playhouse
- 2021: The Wickhams: Christmas at Pemberley, The New Vic
- 2024: Becoming a Man, American Repertory Theater